# Lautaro Techera
Lautaro Rafael Techera Portillo (* 18. Mai 2002) ist ein uruguayischer Leichtathlet, der sich auf den Speerwurf spezialisiert hat und aktuell Inhaber des Landesrekordes ist.

## Sportliche Laufbahn
Erste Erfahrungen bei internationalen Meisterschaften sammelte Lautaro Techera im Jahr 2019, als er bei den Südamerikameisterschaften in Lima mit einer Weite von 59,77 m den neunten Platz im Speerwurf belegte. Anschließend gelangte er bei den U20-Südamerikameisterschaften in Cali mit 60,77 m auf Rang acht. 2021 gewann er bei den U20-Südamerikameisterschaften in Lima mit 60,37 m die Bronzemedaille und anschließend wurde er bei den U23-Südamerikameisterschaften in Guayaquil mit 66,87 m Fünfter, wie auch bei den im Dezember erstmals ausgetragenen Panamerikanischen Juniorenspielen in Cali mit 68,40 m. Im Jahr darauf erreichte er bei den Ibero-Amerikanischen Meisterschaften in La Nucia mit 70,03 m den sechsten Platz und Anfang Oktober gelangte er bei den U23-Südamerikameisterschaften in Cascavel mit 69,96 m Vierter. Kurz darauf gelangte er bei den Südamerikaspielen in Asunción mit 63,20 m auf Rang acht. 2024 gewann er bei den U23-Südamerikameisterschaften in Bucaramanga mit neuem Landesrekord von 73,33 m die Silbermedaille hinter dem Paraguayer Lars Flaming. Im Jahr darauf belegte er bei den Südamerikameisterschaften in Mar del Plata mit 70,15 m den siebten Platz.
In den Jahren von 2020 bis 2025 wurde Techera uruguayischer Meister im Speerwurf.